# Karima Benameur Taieb
Pour les articles homonymes, voir Benameur.
Karima Benameur Taieb  est une footballeuse internationale française née à Bédarieux le 13 avril 1989, jouant au poste de gardienne de but. Elle est retraitée depuis 2023.

## Biographie
Jouant au poste de gardienne de but, et réputée pour son jeu aérien et son jeu au pied, Karima Benameur Taieb commence sa carrière professionnelle au CNFE Clairefontaine en 2005. 
Elle signe en 2007 au RC Saint-Étienne où elle joue 30 matchs et finit 4e du championnat, devant le Paris Saint Germain, avec une équipe tout juste promue en D1, ce qui signe la meilleure place du RC Saint-Étienne. Avec le RC Saint-Étienne, Karima Benameur Taieb réalise une saison sérieuse et marquante, elle est décisive sur des matchs importants comme celui contre le PSG.
En 2009, elle signe à Toulouse FC avant de signer en 2012 au PSG son premier contrat professionnel. Elle y joue son premier match de Champions league, contre le club suédois Tyresö FF lors de la saison 2013-2014. 
En 2015, elle intègre FC Juvisy qui deviendra par la suite Paris FC. 
Sa carrière prend une nouvelle dimension, lorsqu’elle s'engage en 2019 pour une saison avec Manchester City,. C’est dans cette équipe qu’elle prendra le nom de sa mère sur son maillot : Taieb. Elle prolonge son contrat de 2 ans avec le club anglais en juin 2020.
En 2022, elle retourne en France, rejoignant l'Olympique de Marseille. Elle met un terme à sa carrière de joueuse en mai 2023.

## Palmarès

### En club
- Paris Saint-Germain
  - Vice-championne de France en 2013, 2014 et 2015
- Manchester City
  - Vice-championne d'Angleterre en 2021

## Statistiques

### En club
| Saison                | Club                   | Championnat           | Championnat | Championnat | Coupe nationale | Coupe nationale | Coupe de la Ligue | Coupe de la Ligue | Compétition(s) continentale(s) | Compétition(s) continentale(s) | Compétition(s) continentale(s) | Total | Total |
| Saison                | Club                   | Division              | M.          | B.          | M.              | B.              | M.                | B.                | Comp.                          | M.                             | B.                             | M.    | B.    |
| 2005-2006             | CNFE Clairefontaine    | Division 1            | 6           | 0           | -               | -               | -                 | -                 | -                              | -                              | -                              | 6     | 0     |
| 2006-2007             | CNFE Clairefontaine    | Division 1            | 12          | 0           | -               | -               | -                 | -                 | -                              | -                              | -                              | 12    | 0     |
| Sous-total            | Sous-total             | Sous-total            | 18          | 0           | -               | -               | -                 | -                 | -                              | -                              | -                              | 18    | 0     |
| 2007-2008             | RC Saint-Étienne       | Division 1            | 21          | 0           | 1               | 0               | -                 | -                 | -                              | -                              | -                              | 22    | 0     |
| 2008                  | RC Saint-Étienne       | Division 1            | 8           | 0           | -               | -               | -                 | -                 | -                              | -                              | -                              | 8     | 0     |
| Sous-total            | Sous-total             | Sous-total            | 29          | 0           | 1               | 0               | -                 | -                 | -                              | -                              | -                              | 30    | 0     |
| 2009                  | Rodez AF               | Division 2            | 1           | 0           | 1               | 0               | -                 | -                 | -                              | -                              | -                              | 2     | 0     |
| Sous-total            | Sous-total             | Sous-total            | 1           | 0           | 1               | 0               | -                 | -                 | -                              | -                              | -                              | 2     | 0     |
| 2009-2010             | Toulouse FC            | Division 1            | 13          | 0           | -               | -               | -                 | -                 | -                              | -                              | -                              | 13    | 0     |
| 2010-2011             | Toulouse FC            | Division 1            | 22          | 0           | 1               | 0               | -                 | -                 | -                              | -                              | -                              | 23    | 0     |
| Sous-total            | Sous-total             | Sous-total            | 35          | 0           | 1               | 0               | -                 | -                 | -                              | -                              | -                              | 36    | 0     |
| 2011-2012             | Rodez AF               | Division 1            | 14          | 0           | 1               | 0               | -                 | -                 | -                              | -                              | -                              | 15    | 0     |
| Sous-total            | Sous-total             | Sous-total            | 14          | 0           | 1               | 0               | -                 | -                 | -                              | -                              | -                              | 15    | 0     |
| 2012-2013             | Paris Saint-Germain    | Division 1            | 8           | 0           | 4               | 0               | -                 | -                 | -                              | -                              | -                              | 12    | 0     |
| 2013-2014             | Paris Saint-Germain    | Division 1            | 16          | 0           | 1               | 0               | -                 | -                 | C1                             | 2                              | 0                              | 19    | 0     |
| 2014-2015             | Paris Saint-Germain    | Division 1            | 2           | 0           | -               | -               | -                 | -                 | C1                             | -                              | -                              | 2     | 0     |
| Sous-total            | Sous-total             | Sous-total            | 26          | 0           | 5               | 0               | -                 | -                 | -                              | 2                              | 0                              | 33    | 0     |
| 2015-2016             | FCF Juvisy Essonne     | Division 1            | 11          | 0           | -               | -               | -                 | -                 | -                              | -                              | -                              | 11    | 0     |
| 2016-2017             | FCF Juvisy Essonne     | Division 1            | 3           | 0           | 1               | 0               | -                 | -                 | -                              | -                              | -                              | 4     | 0     |
| Sous-total            | Sous-total             | Sous-total            | 14          | 0           | 1               | 0               | -                 | -                 | -                              | -                              | -                              | 15    | 0     |
| 2017-2018             | Paris FC               | Division 1            | 14          | 0           | 1               | 0               | -                 | -                 | -                              | -                              | -                              | 15    | 0     |
| 2018-2019             | Paris FC               | Division 1            | 1           | 0           | -               | -               | -                 | -                 | -                              | -                              | -                              | 1     | 0     |
| Sous-total            | Sous-total             | Sous-total            | 15          | 0           | 1               | 0               | -                 | -                 | -                              | -                              | -                              | 16    | 0     |
| 2019-2020             | Manchester City        | FA WSL                | 1           | 0           | 0               | 0               | 1                 | 0                 | C1                             | -                              | -                              | 2     | 0     |
| 2020-2021             | Manchester City        | FA WSL                | 1           | 0           | 0               | 0               | -                 | -                 | C1                             | 1                              | 0                              | 2     | 0     |
| 2021-2022             | Manchester City        | FA WSL                | 10          | 0           | 0               | 0               | 3                 | 0                 | C1                             | 2                              | 0                              | 15    | 0     |
| Sous-total            | Sous-total             | Sous-total            | 12          | 0           | 0               | 0               | 4                 | 0                 | -                              | 3                              | 0                              | 19    | 0     |
| 2022-2023             | Olympique de Marseille | Division 2            | 15          | 0           | 4               | 0               | -                 | -                 | -                              | -                              | -                              | 19    | 0     |
| Sous-total            | Sous-total             | Sous-total            | 15          | 0           | 4               | 0               | -                 | -                 | -                              | -                              | -                              | 19    | 0     |
| Total sur la carrière | Total sur la carrière  | Total sur la carrière | 179         | 0           | 13              | 0               | 4                 | 0                 | -                              | 6                              | 0                              | 202   | 0     |

### En sélection
| Sélection | Année | Statistiques | Statistiques |
| Sélection | Année | Matchs       | Buts         |
| --------- | ----- | ------------ | ------------ |
| France    | 2007  | 1            | 0            |
| France    | 2011  | 1            | 0            |
| France    | 2017  | 1            | 0            |
| France    | 2018  | 2            | 0            |
| Total     | Total | 5            | 0            |